# Jack Wilshere
Jack Andrew Gary Wilshere (Stevenage, Hertfordshire, 1 januari 1992) is een voormalig Engels voetballer die doorgaans als aanvallende middenvelder speelde.

## Clubcarrière

### Arsenal
Wilshere kwam in oktober 2001 bij de Arsenal Academy terecht toen hij negen jaar was en nog op de basisschool zat. Hij werd opgepikt bij de Luton Town soccer school waar hij ongeveer een jaar had doorgebracht. Wilshere doorliep de verschillende jeugdteams en werd op 15-jarige leeftijd aanvoerder van het team tot 16-jarigen. Daarnaast kwam hij in die tijd enkele malen uit voor het team tot 18-jarigen. In de zomer van 2007 nam hij tevens deel aan de Champions Youth Cup voor spelers onder 19 jaar, Wilshere was slechts vijftien. Aan het einde van het seizoen zou het kampioenschap voor junioren door Arsenal worden gewonnen.
Het daaropvolgende seizoen speelde hij alleen de eerste helft bij de jeugd onder 18 jaar. Hij scoorde hierbij dertienmaal in negentien wedstrijden. In februari 2008 maakte Wilshere zijn debuut voor de 'Arsenal Reserves', het beloftenelftal, in de wedstrijd tegen Reading. Hier scoorde hij de enige goal van het duel. In het voorjaar van 2008 deed hij met zijn leeftijdsgenoten van Arsenal mee aan de Atalanta Cup. Deze werd door de Londenaren gewonnen en Wilshere werd verkozen tot Speler van het Toernooi. In 2009 speelde Wilshere een belangrijke rol bij het winnen van de FA Youth Cup. Hij wist te scoren in de halve finale tegen Manchester City en leverde twee assists en maakte een doelpunt in de finale tegen Liverpool. Het leverde hem een Man of the Match uitverkiezing op.

#### Profdebuut
In juli 2008 werd Willshere bij het eerste elftal van Arsenal gehaald, zijn uitstekende resultaten bij de jeugd en beloften hadden indruk gemaakt op trainer Arsène Wenger. Meteen speelde hij al enkele wedstrijden in de voorbereiding op het seizoen 2008/2009. Zijn debuut in het Emirates Stadium vond plaats tijdens de Emirates Cup, een door Arsenal georganiseerd toernooi. Hier speelde hij onder andere tegen Juventus en Real Madrid in een shirt met rugnummer 55. Na afloop van de wedstrijden was coach Wenger lovend over de jeugdspelers, en met name Jack Wilshere. Op 4 augustus 2008 werd Wilshere definitief bij de eerste selectie gehaald. Hij kreeg rugnummer 19 toegewezen, dat hij overnam van Gilberto Silva die een maand daarvoor vertrokken was naar het Griekse Panathinaikos.
In de Premier League maakte hij op 13 september 2008 zijn competitiedebuut, uit tegen Blackburn Rovers als invaller voor Robin van Persie. Met zijn leeftijd van 16 jaar en 256 dagen was hij de jongste Arsenal-debutant in de Premier League ooit. Dit record nam hij over van Gerry Ward (16 jaar en 321 dagen op 22 augustus 1953). Ward was de wedstrijd waarin hij het record vestigde echter wel als basisspeler begonnen. Tien dagen later zou Wilshere zijn eerste doelpunt maken voor het eerste van Arsenal. In de League Cup-wedstrijd tegen Sheffield United schoot hij de 5–0 binnen, in een wedstrijd die uiteindelijk met 6–0 zou worden gewonnen. Wilshere werd na afloop uitgeroepen tot Man of the Match. Overigens speelde Arsenal die wedstrijd met het jongste team ooit.

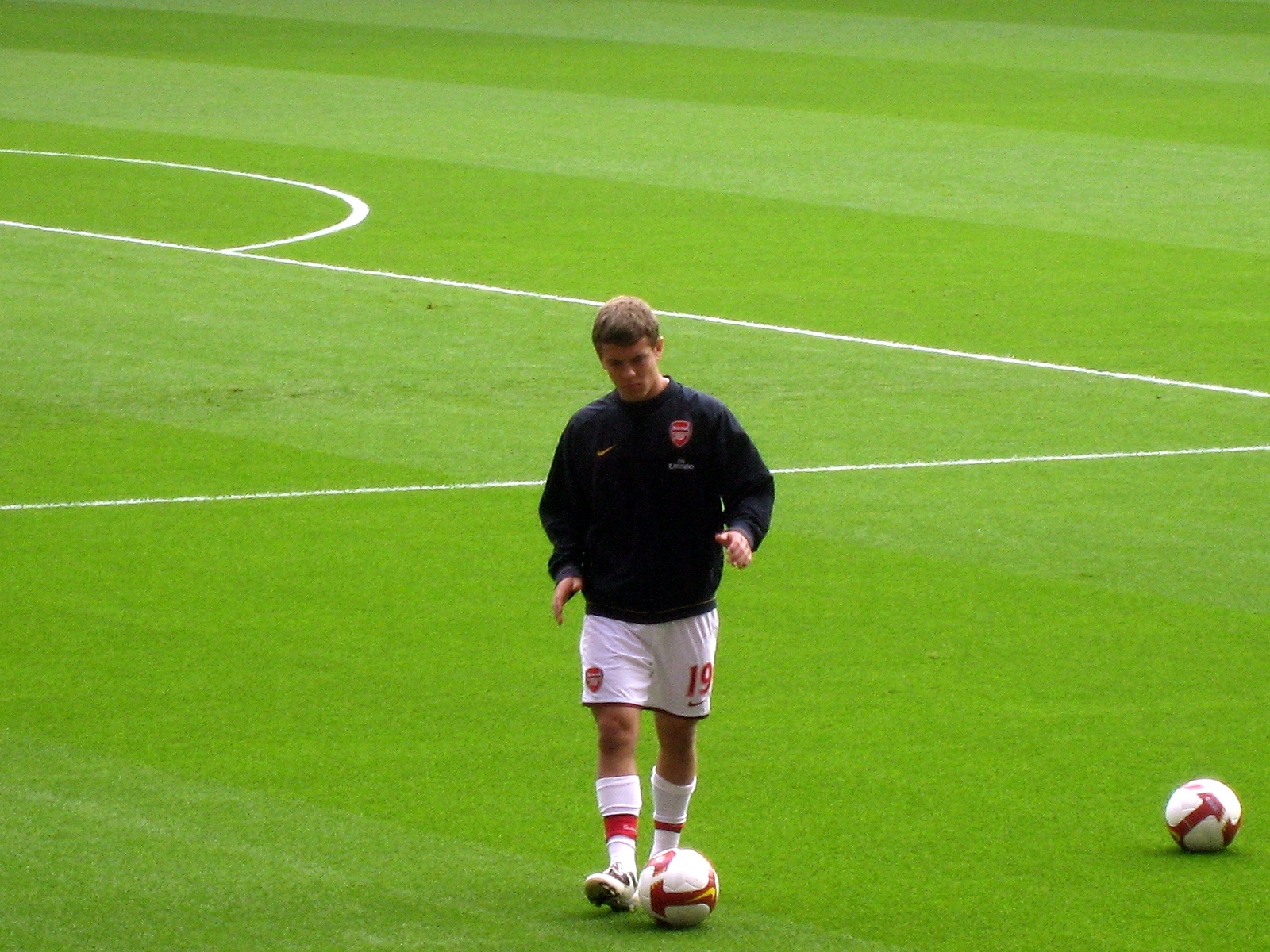
Wilshere tijdens de warming-up voorafgaand aan een League Cup-duel tegen West Bromwich Albion.

Op 25 november 2008 maakte Wilshere zijn debuut in de Champions League tegen Dynamo Kiev, hij viel in voor Carlos Vela. Hiermee verbrak hij een record, hij is nu de jongste debuterende Gunner ooit met een leeftijd van 16 jaar en 329 dagen. Dit record nam hij over van Theo Walcott die met 17 jaar en 129 dagen zijn Europese debuut maakte tegen Dinamo Zagreb. Hij is de vijfde speler die op 16-jarige leeftijd debuteerde in het Europese miljoenenbal.
Op 1 januari 2009 bereikte Jack Wilshere de 17-jarige leeftijd, dit bood Arsenal de kans om het jonge talent een profcontract aan te bieden. Tot op dat moment was Wilshere aan de club gebonden middels een jeugdcontract. In juli van hetzelfde jaar verlengde hij zijn contract met Arsenal, de club liet niet weten voor welke periode de speler is vastgelegd. In voorbereiding op het seizoen 2009/10 maakte het jonge talent opnieuw een goede indruk tijdens de Emirates Cup. In beide duels, tegen Atlético Madrid en Glasgow Rangers, werd Wilshere verkozen tot Man of the Match. Bovendien wist hij tweemaal te scoren tegen de Schotten. Mede daardoor wist Arsenal haar eigen toernooi voor de tweede maal te winnen.
Begin 2010 ontstonden er berichten dat Wilshere misschien de tijdelijke overstap zou maken naar FC Twente. Coach Steve McClaren bleek naar de diensten van de jonge middenvelder te hebben gehengeld maar werd daarbij in eerste instantie in de wachtkamer geplaatst: "Ik heb bij Arsenal naar deze speler geïnformeerd, maar op dit moment is het niet mogelijk om hem te huren vanwege een aantal blessures bij Arsenal". Nog tijdens de winterstop werd bekend dat Wilshere zeker zou worden verhuurd voor de rest van het seizoen. De voorkeur van Wenger ging echter uit naar een club in de Premier League. Op 29 januari werd uiteindelijk duidelijk dat Bolton Wanderers het meest slagvaardig bleek te zijn geweest. Wilshere werd voor de duur van vijf maanden aan de degradatiekandidaat verhuurd.
Nadat hij vanaf vanaf februari 2022 nog 14 wedstrijden voor het Deense Aarhus GF speelde, maakte hij in juli 2022 te stoppen met proefvoetbal.

## Clubstatistieken
| Seizoen     | Club               | Competitie     | Competitie | Competitie | Beker | Beker | Europa | Europa | Totaal | Totaal |
| Seizoen     | Club               | Competitie     | Wed.       | Dlp.       | Wed.  | Dlp.  | Wed.   | Dlp.   | Wed.   | Dlp.   |
| ----------- | ------------------ | -------------- | ---------- | ---------- | ----- | ----- | ------ | ------ | ------ | ------ |
| 2008/09     | Arsenal            | Premier League | 1          | 0          | 5     | 1     | 2      | 0      | 8      | 1      |
| 2009/10     | Arsenal            | Premier League | 1          | 0          | 3     | 0     | 3      | 0      | 7      | 0      |
| Club Totaal | Club Totaal        | Club Totaal    | 2          | 0          | 8     | 1     | 5      | 0      | 15     | 1      |
| 2009/10     | → Bolton Wanderers | Premier League | 14         | 1          | 0     | 0     | -      | -      | 14     | 1      |
| Club Totaal | Club Totaal        | Club Totaal    | 14         | 1          | 0     | 0     | 0      | 0      | 14     | 1      |
| 2010/11     | Arsenal            | Premier League | 35         | 1          | 7     | 0     | 7      | 1      | 49     | 2      |
| 2011/12     | Arsenal            | Premier League | 0          | 0          | 0     | 0     | 0      | 0      | 0      | 0      |
| 2012/13     | Arsenal            | Premier League | 25         | 0          | 5     | 1     | 3      | 1      | 33     | 2      |
| 2013/14     | Arsenal            | Premier League | 24         | 3          | 4     | 0     | 7      | 2      | 35     | 5      |
| 2014/15     | Arsenal            | Premier League | 14         | 2          | 3     | 0     | 5      | 0      | 22     | 2      |
| 2015/16     | Arsenal            | Premier League | 3          | 0          | 0     | 0     | 0      | 0      | 3      | 0      |
| 2016/17     | Arsenal            | Premier League | 2          | 0          | 0     | 0     | 0      | 0      | 2      | 0      |
| Club Totaal | Club Totaal        | Club Totaal    | 105        | 6          | 27    | 2     | 27     | 4      | 159    | 12     |
| 2016/17     | → AFC Bournemouth  | Premier League | 27         | 0          | 0     | 0     | -      | -      | 27     | 0      |
| Club Totaal | Club Totaal        | Club Totaal    | 27         | 0          | 0     | 0     | 0      | 0      | 27     | 0      |
| 2017/18     | Arsenal            | Premier League | 20         | 1          | 5     | 0     | 13     | 1      | 38     | 2      |
| Club Totaal | Club Totaal        | Club Totaal    | 125        | 7          | 32    | 2     | 40     | 5      | 197    | 14     |
| 2018/19     | West Ham United    | Premier League | 8          | 0          | 0     | 0     | -      | -      | 8      | 0      |
| 2019/20     | West Ham United    | Premier League | 8          | 0          | 2     | 1     | -      | -      | 10     | 1      |
| 2020/21     | West Ham United    | Premier League | 0          | 0          | 1     | 0     | -      | -      | 1      | 0      |
| Club Totaal | Club Totaal        | Club Totaal    | 16         | 0          | 3     | 1     | 0      | 0      | 19     | 1      |
| 2020/21     | AFC Bournemouth    | Championship   | 15         | 1          | 2     | 1     | -      | -      | 17     | 2      |
| Club Totaal | Club Totaal        | Club Totaal    | 42         | 1          | 2     | 1     | 0      | 0      | 44     | 2      |
| TOTAAL      | TOTAAL             | TOTAAL         | 197        | 9          | 37    | 4     | 40     | 5      | 274    | 18     |

Bijgewerkt tot en met het seizoen 2015/16.

## Interlandcarrière
Sinds 2006 speelde Wilshere in diverse nationale jeugdelftallen. Er werd besloten om hem in oudere elftallen te plaatsen: toen hij 14 was speelde hij al mee met het elftal van Engeland –16. Een jaar later maakte hij zijn debuut bij het elftal van Engeland –17. In 2009 werd hij vervolgens opgeroepen voor het EK voetbal onder 17 jaar. Hij maakte indruk in twee duels maar viel daarna uit waardoor hij de laatste groepswedstrijd moest laten schieten. Engeland wist geen enkel duel te winnen en werd daarom uitgeschakeld. Bondscoach Fabio Capello bleek kort daarna behoorlijk onder de indruk van het Arsenal-talent: "Het is niet normaal om nu al zo goed te zijn. Hij verraste me. Ik heb hem vorig jaar twee keer zien spelen in de Carling Cup en hij is nu sterk verbeterd". Volgens de Italiaan hoeft Wilshere echter nog niet te denken aan een plaats in de nationale ploeg. Eerst zal hij meer in actie moeten komen voor Arsenal. Niet lang daarna werd hij wel geselecteerd voor Jong Engeland en maakte hij op 11 augustus 2009 zijn debuut daarvoor tegen Jong Oranje.
Op 7 augustus 2010 werd Wilshere opgeroepen voor de A-selectie voor het vriendschappelijke duel met Hongarije (2–1 winst). Vier dagen later debuteerde hij ook, toen hij zeven minuten voor het einde van de wedstrijd in mocht vallen voor Steven Gerrard. Zijn eerste basisplaats had de middenvelder op 9 februari 2011, toen met 1–2 werd gewonnen van Denemarken. Wilshere speelde op een voor hem onbekende positie net voor de defensie, maar bondscoach Capello was na het duel lovend over hem: "Wilshere heeft het goed gedaan en liet veel vertrouwen aan de bal zien. Het was een belangrijke wedstrijd voor hem en voor mij om hem aan het werk te zien." In 2014 werd de middenvelder van Arsenal opgeroepen voor het WK voetbal in Brazilië. Hier mocht hij invallen tegen Italië en Costa Rica. Zijn toenmalige teamgenoten Santi Cazorla (Spanje), Alex Oxlade-Chamberlain (eveneens Engeland), Olivier Giroud, Laurent Koscielny en Bacary Sagna (allen Frankrijk), Per Mertesacker, Mesut Özil en Lukas Podolski (allen Duitsland) en Thomas Vermaelen (België) waren ook actief op het toernooi. Wilshere was tevens actief in het kwalificatietoernooi voor het EK 2016. Tijdens het duel met Slovenië (2–3 winst) maakte de middenvelder twee doelpunten. De derde Engelse treffer kwam van Wayne Rooney.
Op 16 mei 2016 werd Wilshere opgenomen in de selectie van Engeland voor het Europees kampioenschap voetbal 2016. Engeland werd in de achtste finale uitgeschakeld door IJsland (1–2) na doelpunten van Ragnar Sigurðsson en Kolbeinn Sigþórsson.
| Interlands van Jack Wilshere voor Engeland | Interlands van Jack Wilshere voor Engeland | Interlands van Jack Wilshere voor Engeland | Interlands van Jack Wilshere voor Engeland | Interlands van Jack Wilshere voor Engeland | Interlands van Jack Wilshere voor Engeland |
| №                                          | Datum                                      | Wedstrijd                                  | Uitslag                                    | Competitie                                 | Goals                                      |
| Als speler bij Arsenal                     | Als speler bij Arsenal                     | Als speler bij Arsenal                     | Als speler bij Arsenal                     | Als speler bij Arsenal                     | Als speler bij Arsenal                     |
| ------------------------------------------ | ------------------------------------------ | ------------------------------------------ | ------------------------------------------ | ------------------------------------------ | ------------------------------------------ |
| 1.                                         | 11 augustus 2010                           | Engeland – Hongarije                       | 2 – 1                                      | Vriendschappelijk                          |                                            |
| 2.                                         | 9 februari 2011                            | Denemarken – Engeland                      | 1 – 2                                      | Vriendschappelijk                          |                                            |
| 3.                                         | 26 maart 2011                              | Wales – Engeland                           | 0 – 2                                      | Kwalificatie EK 2012                       |                                            |
| 4.                                         | 29 maart 2011                              | Engeland – Ghana                           | 1 – 1                                      | Vriendschappelijk                          |                                            |
| 5.                                         | 4 juni 2011                                | Engeland – Zwitserland                     | 2 – 2                                      | Kwalificatie EK 2012                       |                                            |
| 6.                                         | 14 november 2012                           | Zweden – Engeland                          | 4 – 2                                      | Vriendschappelijk                          |                                            |
| 7.                                         | 6 februari 2013                            | Engeland – Brazilië                        | 2 – 1                                      | Vriendschappelijk                          |                                            |
| 8.                                         | 14 augustus 2013                           | Engeland – Schotland                       | 3 – 2                                      | Vriendschappelijk                          |                                            |
| 9.                                         | 6 september 2013                           | Engeland – Moldavië                        | 4 – 0                                      | Kwalificatie WK 2014                       |                                            |
| 10.                                        | 10 september 2013                          | Oekraïne – Engeland                        | 0 – 0                                      | Kwalificatie WK 2014                       |                                            |
| 11.                                        | 11 oktober 2013                            | Engeland – Montenegro                      | 4 – 1                                      | Kwalificatie WK 2014                       |                                            |
| 12.                                        | 15 oktober 2013                            | Engeland – Polen                           | 2 – 0                                      | Kwalificatie WK 2014                       |                                            |
| 13.                                        | 15 november 2013                           | Engeland – Chili                           | 0 – 2                                      | Vriendschappelijk                          |                                            |
| 14.                                        | 19 november 2013                           | Engeland – Duitsland                       | 0 – 1                                      | Vriendschappelijk                          |                                            |
| 15.                                        | 5 maart 2014                               | Engeland – Denemarken                      | 1 – 0                                      | Vriendschappelijk                          |                                            |
| 16.                                        | 30 mei 2014                                | Engeland – Peru                            | 3 – 0                                      | Vriendschappelijk                          |                                            |
| 17.                                        | 4 juni 2014                                | Ecuador – Engeland                         | 2 – 2                                      | Vriendschappelijk                          |                                            |
| 18.                                        | 7 juni 2014                                | Engeland – Honduras                        | 0 – 0                                      | Vriendschappelijk                          |                                            |
| 19.                                        | 14 juni 2014                               | Engeland – Italië                          | 1 – 2                                      | WK 2014                                    |                                            |
| 20.                                        | 24 juni 2014                               | Costa Rica – Engeland                      | 0 – 0                                      | WK 2014                                    |                                            |
| 21.                                        | 3 september 2014                           | Engeland – Noorwegen                       | 1 – 0                                      | Vriendschappelijk                          |                                            |
| 22.                                        | 8 september 2014                           | Zwitserland – Engeland                     | 0 – 2                                      | Kwalificatie EK 2016                       |                                            |
| 23.                                        | 9 oktober 2014                             | Engeland – San Marino                      | 5 – 0                                      | Kwalificatie EK 2016                       |                                            |
| 24.                                        | 12 oktober 2014                            | Estland – Engeland                         | 0 – 1                                      | Kwalificatie EK 2016                       |                                            |
| 25.                                        | 15 november 2014                           | Engeland – Slovenië                        | 3 – 1                                      | Kwalificatie EK 2016                       |                                            |
| 26.                                        | 18 november 2014                           | Schotland – Engeland                       | 1 – 3                                      | Vriendschappelijk                          |                                            |
| 27.                                        | 7 juni 2015                                | Ierland – Engeland                         | 0 – 0                                      | Vriendschappelijk                          |                                            |
| 28.                                        | 14 juni 2015                               | Slovenië – Engeland                        | 2 – 3                                      | Kwalificatie EK 2016                       | 57' 73'                                    |
| 29.                                        | 22 mei 2016                                | Engeland – Turkije                         | 2 – 1                                      | Vriendschappelijk                          |                                            |
| 30.                                        | 27 mei 2016                                | Engeland – Australië                       | 2 – 1                                      | Vriendschappelijk                          |                                            |
| 31.                                        | 2 juni 2016                                | Engeland – Portugal                        | 1 – 0                                      | Vriendschappelijk                          |                                            |
| 32.                                        | 11 juni 2016                               | Engeland – Rusland                         | 1 – 1                                      | EK 2016                                    |                                            |
| 33.                                        | 20 juni 2016                               | Slowakije – Engeland                       | 0 – 0                                      | EK 2016                                    |                                            |
| 34.                                        | 27 juni 2016                               | Engeland – IJsland                         | 1 – 2                                      | EK 2016                                    |                                            |

Bijgewerkt op 27 juni 2016.

## Erelijst
Arsenal
| Competitie          | Winnaar | Winnaar          |
| Competitie          | Aantal  | Jaren            |
| ------------------- | ------- | ---------------- |
| FA Cup              | 2x      | 2013/14, 2014/15 |
| FA Community Shield | 1x      | 2014             |